# Rode Toren (Zwolle)

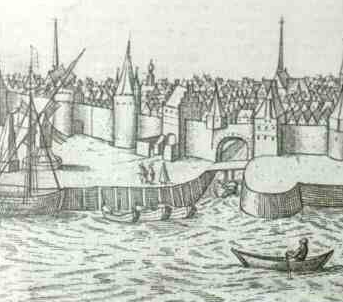
Rodetorenplein omstreeks 1580 met molen. Links de poort, rechts de waterpoort.

De Rode Toren in de stadsmuur van Zwolle was een stadspoort en onderdeel van de stadsverdedigingswerken. De poort verleende toegang tot het buiten de stadsmuur gelegen havenplein aan het Zwarte Water. De poort bestaat niet meer. De naam leeft voort in het plein dat thans op die plek ligt, het Rodetorenplein, en in de Rodetorenbrug. Op het Rodetorenplein vond in 2024 de benefietactie Serious Request van radiozender 3FM plaats waarbij geld werd opgehaald voor de Stichting Metakids.
Poorten: Diezerpoort · Kamperpoort · Luttekepoort · Rode Toren · Sassenpoort · Steenpoort · Vispoort · Waterpoort

Bestaande torens: Pelsertoren · Wijndragerstoren · Zwanentoren